# 7638 Gladman
7638 Gladman (1984 UX) là một tiểu hành tinh vành đai chính được phát hiện ngày 16 tháng 10 năm 1984 bởi E. Bowell ở trạm Anderson Mesa thuộc Đài thiên văn Lowell. Nó được đặt theo tên nhà thiên văn học Brett Gladman.